# Discografia de Chingy
A discografia do rapper estadunidense Chingy consiste em sete álbuns de estúdio, Um extended play (EP), oito mixtapes e treze singles.

## Álbuns

### Álbuns de estúdio
| Título | Detalhes | Melhor posição nas tabelas musicais | Melhor posição nas tabelas musicais | Melhor posição nas tabelas musicais | Melhor posição nas tabelas musicais | Melhor posição nas tabelas musicais | Melhor posição nas tabelas musicais | Melhor posição nas tabelas musicais | Melhor posição nas tabelas musicais | Certificações(limiares de vendas)            |
| Título | Detalhes | US                                  | US R&B                              | US Rap                              | AUS                                 | FRA                                 | NL                                  | NZ                                  | UK                                  | Certificações(limiares de vendas)            |
| --- | --- | ----------------------------------- | ----------------------------------- | ----------------------------------- | ----------------------------------- | ----------------------------------- | ----------------------------------- | ----------------------------------- | ----------------------------------- | -------------------------------------------- |
| Jackpot | - Lançado: 15 de julho de 2003 - Gravadora: Disturbing tha Peace, Capitol - Formato: CD, digital download                            | 2                                   | 2                                   | —                                   | 36                                  | 65                                  | 90                                  | 17                                  | 73                                  | - : 2 2× Platina - : Ouro - : Prata - : Ouro |
| Powerballin' | - Lançado: 16 de novembro de 2004 - Gravadora: Slot-a-Lot, Capitol Disturbing Tha Peace - Formato: CD, download digital              | 10                                  | 5                                   | —                                   | 49                                  | —                                   | —                                   | 22                                  | 124                                 | - : Platina                                  |
| Hoodstar | - Lançado: 19 de setembro de 2006 - Gravadora: Slot-a-Lot, Capitol Disturbing Tha Peace - Formato: CD, LP, cassete, download digital | 9                                   | 3                                   | 2                                   | 100                                 | 195                                 | —                                   | 39                                  | 151                                 | - : Ouro                                     |
| Hate It or Love It                                                                                                   | - Lançado: 18 de dezembro de 2007 - Gravadora: Disturbing Tha Peace - Formato: CD, download digital                                  | 84                                  | 17                                  | 7                                   | —                                   | —                                   | —                                   | —                                   | —                                   |                                              |
| "—" denota um lançamento que não foi comercializado no território ou não conseguiu entrar na tabela musical do país. | |                                     |                                     |                                     |                                     |                                     |                                     |                                     |                                     |                                              |

### Álbuns independentes
| Título            | Detalhes                                                                                                  |  |
| ----------------- | --- |  |
| Success & Failure | - Lançado: 15 de julho de 2003 - Gravadora: Disturbing tha Peace, Capitol - Formato: CD, digital download |  |

### Extended plays
| Título                     | Detalhes                                                                                     |
| -------------------------- | -------------------------------------------------------------------------------------------- |
| Pick 3(Com Mysphit & MGD)  | - Lançado: 25 de janeiro de 2005 - Gravadora: 49 Productions - Formato: CD, digital download |
| Chingology (9 Year Theory) | - Lançado: 20 de junho de 2013 - Gravadora: Full Dekk - Formato: CD, digital download        |

## Singles
- 2003: Right Thurr
- 2003: Holidae In Featuring Snoop Dogg & Ludacris
- 2003: One Call Away Featuring J/Weav
- 2005: Balla Baby
- 2005: Don't Worry Featuring Janet Jackson
- 2006: Pullin' Me Back Featuring Tyrese
- 2006: Dem Jeans Featuring Jermaine Dupri
- 2007: Fly Like Me Featuring Amerie
- 2008: Gime Dat Featuring Ludacris e Bobby Vallentino